# Cuauhxicalli

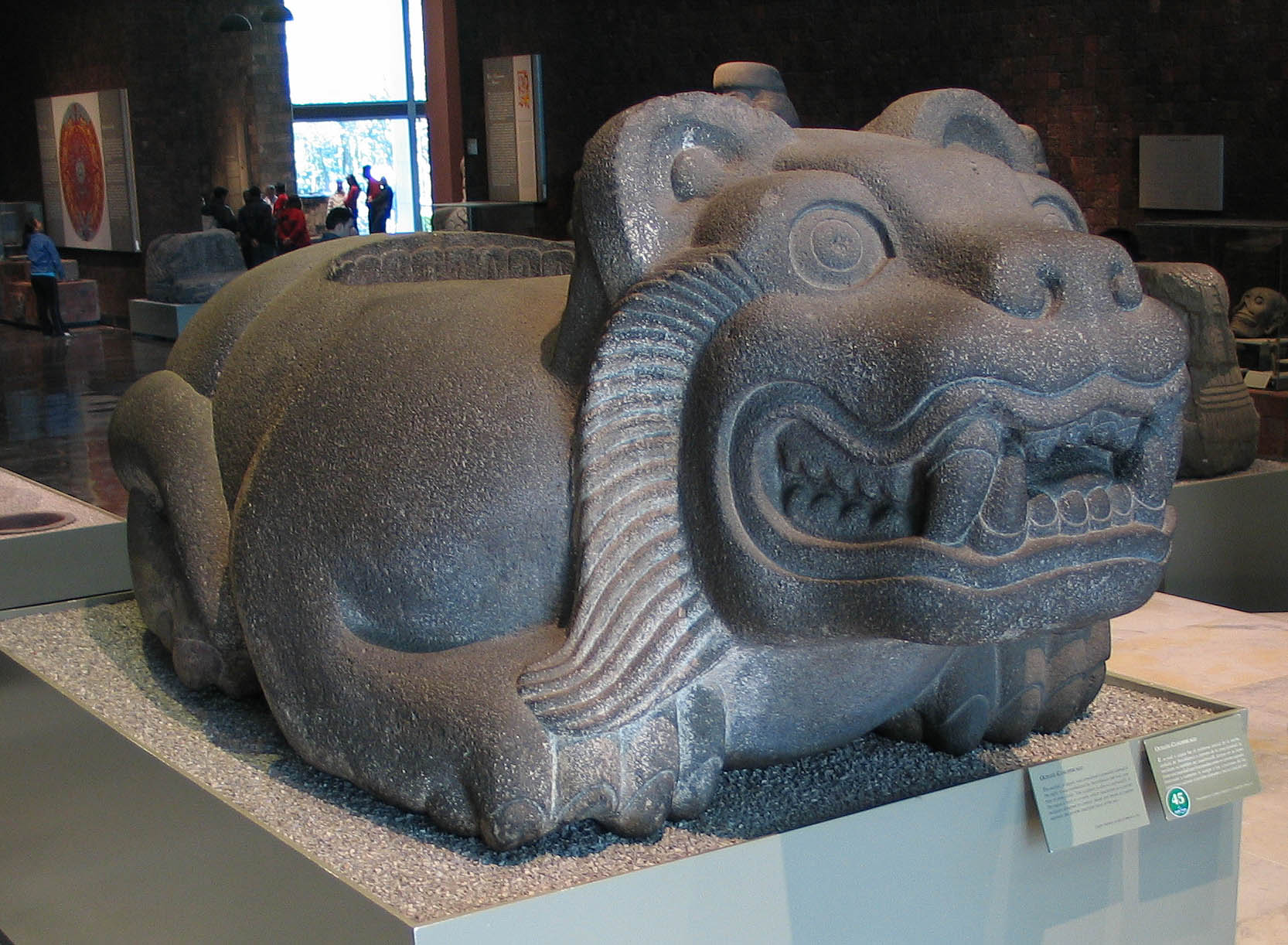
Cuauhxicalli a forma di giaguaro nel Museo Nazionale di Antropologia del Messico

Un cuauhxicalli, o quauhxicalli, (pronunciato kʷaːwʃiˈkalli in lingua nahuatl) era un vaso in pietra simile ad un altare usato dagli Aztechi per contenere i cuori umani estratti durante le cerimonie sacrificali. Un cuahxicalli era spesso decorato con motivi di animali, solitamente aquile o giaguari. Un altro tipo di cuauhxicalli è il Chac Mool, con la forma di una persona distesa che sorregge una boccia sulla pancia.